# فيكتور ستافورد ريد
فيكتور ستافورد ريد (بالإنجليزية: Victor Stafford Reid)‏ هو كاتب جامايكي، ولد في 1 مايو 1913 في كينغستون في جامايكا، وتوفي في 25 أغسطس 1987.